# Szczyglice (województwo dolnośląskie)
Szczyglice (niem. Sieglitz) – wieś w Polsce położona w województwie dolnośląskim, w powiecie głogowskim, w gminie Głogów.

## Nazwa
W latach 1937–1945 wieś nosiła hitlerowską nazwę Bismarckhöhe.

## Podział administracyjny
W latach 1975–1998 miejscowość położona była w województwie legnickim.
15 marca 1984 część wsi (119 ha) włączono do Głogowa.

## Zabytki
Do wojewódzkiego rejestru zabytków wpisany jest obiekt:
- neogotycka kaplica, obecnie kościół fil. pw. Najświętszej Marii Panny z 1920 r. – z początku XIX wieku.